# Comissió de Secrets Oficials
La Comissió de Secrets Oficials, oficialment Comissió de Control dels Crèdits Destinats a Despeses Reservades, és una comissió parlamentària del Congrés dels Diputats d'Espanya a través de la qual el poder legislatiu té accés a la informació sobre la despesa governamental classificada, té accés als secrets oficials i controla l'activitat del Centre Nacional d'Intel·ligència (CNI). Les discussions en el si d'aquesta comissió són secretes i el mètode per a ser triat membre de la comissió requereix una àmplia majoria parlamentària.
La CSO es va crear en 1995 mitjançant la Llei 11/1995, d'11 de maig, reguladora de la utilització i control dels crèdits destinats a despeses reservades amb l'únic objectiu de controlar despeses governamentals que en els Pressupostos Generals de l'Estat es classifiquin com a "fons reservats", no obstant això, la Llei 11/2002, de 6 de maig, reguladora del Centre Nacional d'Intel·ligència, va ampliar el seu àmbit de treball a tota la informació classificada de la qual tingués coneixement els serveis d'intel·ligència espanyols. No es va constituir fins a 2004. Després del terme de la XII legislatura, no es va tornar a formar fins a mitjan XIV legislatura, tres anys sense aquesta mena de control parlamentari a causa de la impossibilitat d'aconseguir les majories suficients perquè tots els grups parlamentaris participessin.

## Elecció dels seus membres
D'acord amb la Resolució de la Presidència del Congrés dels Diputats, d'11 de maig de 2004, sobre secrets oficials, de la comissió només poden formar part un diputat per cada grup parlamentari del Congrés. A més, per a l'elecció del diputat cal una majoria de tres cinquens, és a dir, 210 diputats a favor de l'elecció.

### Composició actual
La presidència de la Comissió correspon al President del Congrés dels Diputats. L'actual composició és: ⁣
| Nom                            | Des de             | Baixa | Posició en la Comissió | Grup Parlamentari |
| Meritxell Batet                | 28 d'abril de 2022 |       | Presidenta             | Grup Socialista   |
| Héctor Gómez Hernández         | 28 d'abril de 2022 |       | Vocal                  | Grup Socialista   |
| Concepció Gamarra              | 28 d'abril de 2022 |       | Vocal                  | Grup Popular      |
| Iván Espinosa dels Esquivadors | 28 d'abril de 2022 |       | Vocal                  | Grup VOX          |
| Pablo Echenique                | 28 d'abril de 2022 |       | Vocal                  | Grup UP-EC-GC     |
| Gabriel Rufián                 | 28 d'abril de 2022 |       | Vocal                  | Grup Republicà    |
| Míriam Nogueras                | 28 d'abril de 2022 |       | Vocal                  | Grup Plural       |
| Edmundo Bal                    | 28 d'abril de 2022 |       | Vocal                  | Grup Ciutadans    |
| Aitor Esteban                  | 28 d'abril de 2022 |       | Vocal                  | Grup EAJ-PNB      |
| Mertxe Aizpurua                | 28 d'abril de 2022 |       | Vocal                  | Grup EH Bildu     |
| Albert Botran                  | 28 d'abril de 2022 |       | Vocal                  | Grup Mixt         |
|                                |                    |       |                        |                   |